# Svallerup
Svallerup is een plaats in de Deense regio Seeland, gemeente Kalundborg, en telt 251 inwoners (2008).